# Dozier
Dozier – miasto w Stanach Zjednoczonych, w stanie Alabama, w hrabstwie Crenshaw. W roku 2023 miasto zamieszkiwało 285 osób, a gęstość zaludnienia wynosiła 37,1 osoby/km².